# Kim Ha-yun
Kim Ha-yun (n. 7 ianuarie 2000, Busan, Coreea de Sud) este o sportivă ce a reprezentat Coreea de Sud, medaliată olimpică. A participat la o ediție a Jocurilor Olimpice (2024) în care a câștigat o medalie de bronz.